# Sociedad Cultural Feminina
De Sociedad Cultural Feminina (Culturele Vrouwenvereniging - SCF) was een vrouwenvereniging in Honduras. De vereniging werd in de jaren 20 van de twintigste eeuw opgericht, als tegengeluid van het regime van Tiburcio Carías Andino. De SCF eiste onder meer dat vrouwen meer economische en politieke rechten kregen, zoals kiesrecht. Visitación Padilla en Graciela Amaya de García worden gezien als de oprichters.

## Geschiedenis
De SCF werd in Tegucigalpa opgericht. De vereniging had nauwe banden met de vakbondsorganisatie van Honduras. Visitación Padilla was de eerste president-directeur; Graciela García volgde haar op. De eerste mijlpaal van de SCF was avondscholing voor volwassen vrouwen. Het vakkenpakket bestond onder meer uit sociale vakken, wiskunde, Spaans, maatschappijleer en handvaardigheid. Daarnaast organiseerde de SCF culturele en politieke seminars en werd een nieuwsbrief uitgebracht.
Tijdens de dictatuur van Tiburcio Carías Andino (1932-1949) was de prioriteit van de SCF het omverwerpen van het regime en het opbouwen van een democratie. Zo konden ook vrouwenrechten beter op de politieke agenda komen. In 1949 werd de democratie ingevoerd, in november 1955 gevolgd door een decreet omtrent het vrouwenkiesrecht en volledige invoering daarvan in 1957.